# Sybille Binder

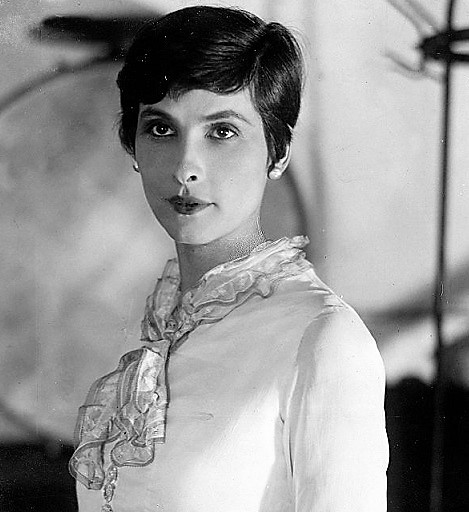
Sybille Binder (um 1930)

Sybille Binder (* 5. Jänner 1895 in Wien, Österreich-Ungarn; † 30. Juni 1962 in Düsseldorf) war eine österreichische Schauspielerin.

## Leben
Sibylle Binder kam als Tochter des Bankiers Josef Binder und der Helene (geb. Herz) auf die Welt. Die Mutter war in ihrer Jugend mit Arthur Schnitzler befreundet. Sie begann ihre Theaterlaufbahn 1915 an den Barnowsky-Bühnen in Berlin. 1918 ging sie an die Münchner Kammerspiele unter Otto Falckenberg, mit dem sie ab 1920 kurze Zeit verheiratet war. An den Kammerspielen hatte sie besonders als Oberon in Ein Sommernachtstraum Erfolge.
Seit 1922 spielte sie wieder vorwiegend in Berlin, gelegentlich auch in Wien. Eine ihrer wichtigsten Rollen wurde die der Lulu in Erdgeist. 1932 trat sie ein Engagement in Zürich an. 1937/38 arbeitete sie in Wien. Als Jüdin emigrierte sie nach dem Anschluss Österreichs an das nationalsozialistische Deutschland nach London. Sie arbeitete beim Freien Deutschen Kulturbund (FDKB) mit und hatte Auftritte in der antifaschistischen Propaganda im deutschsprachigen BBC.
Binder, die zuvor nur gelegentlich Filmrollen angenommen hatte, wirkte während der 1940er Jahre als Nebendarstellerin in mehreren britischen Produktionen mit. Seit 1950 stand sie auf Düsseldorfer Bühnen und verkörperte dort unter anderem die Herzogin in Wallensteins Tod und Sidonie Knobbe in Die Ratten.

## Filmografie
- 1916: Der Fakir im Frack
- 1917: Ahasver (3 Teile)
- 1917: Lehrer Matthiesen
- 1918: Das Frühlingslied
- 1918: Das Dreimäderlhaus
- 1919: Das Opfer der Isis
- 1922: Kauft Mariett-Aktien
- 1938: The Viceroy of Peru
- 1942: Thunder Rock
- 1943: Yellow Canary
- 1943: The Night Invader
- 1944: Candlelight in Algeria
- 1944: Der Mann aus Marokko (The Man From Morocco)
- 1946: Latin Quarter
- 1947: Notlandung (Interruptet Journey)
- 1948: Portrait from Life
- 1948: Idol of Paris
- 1948: Counterblast
- 1948: Unruhiges Blut (Blanche Fury)
- 1948: Against the Wind
- 1948: Broken Journey
- 1950: Der goldene Salamander (Golden Salamander)
- 1959: Vergessene Gesichter (TV)